# Mast 4ZO251B

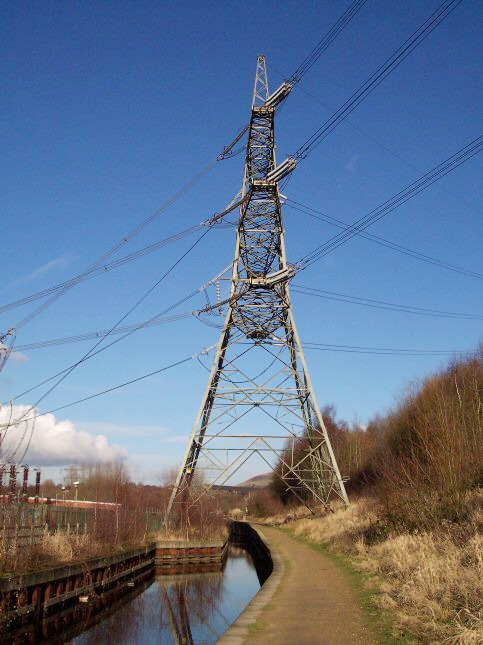
Mast über dem Kanal, 2004

Der Mast 4ZO251B ist ein Abspannmast in der Nähe des Ortsteils Heyrod der britischen Stadt Stalybridge. Er steht über dem Huddersfield Narrow Canal, der für kleine Schiffe passierbar ist, und gilt als größter der wenigen Freileitungsmasten der Welt, die von einem Wasserweg unterquert werden. Auch der Leinpfad neben dem Kanal unterquert den Mast.

## Entstehung
Der Mast, der einen 400-kV-Stromkreis der Leitung Stalybridge–Thorpe Marsh und einen 275-kV-Stromkreis trägt, steht direkt an einem Umspannwerk, das auf dem damals bereits stillgelegten Kanal errichtet wurde. Die Wasserhaltung des Kanals wurde durch einen Kanaltunnel unter dem Umspannwerk vorgenommen.
Als der Kanal Ende des 20. Jahrhunderts für den Freizeitverkehr wiederhergestellt wurde, musste sein Verlauf an dieser Stelle leicht nach Osten verlegt werden, um das Umspannwerk zu umgehen. Als einzig mögliche Route vor dem östlich ansteigenden Hang blieb ein schmaler Streifen zwischen den Fundamenten des Leitungsmastes. Hier wurde der Kanal so weit wie möglich eingeschnürt (auf die Breite der im Kanal liegenden Schleusenkammern), um die Festigkeit des Untergrundes möglichst wenig zu beeinträchtigen.